# Hemicloea tenera
Hemicloea tenera är en spindelart som beskrevs av Ludwig Carl Christian Koch 1876. Hemicloea tenera ingår i släktet Hemicloea och familjen plattbuksspindlar. Inga underarter finns listade i Catalogue of Life.